# Stadion Šohada (Novšaher)
Stadion Šohada (perz. ورزشگاه شهدا; Varzešgah-e Šohada, dosl. Stadion mučenika) je višenamjenski stadion u iranskom gradu Novšaheru u pokrajini Mazandaran. Nalazi se na sjeveru grada u blizini gradske luke, svega četvrt kilometra od obale Kaspijskog jezera. Stadion je izgrađen 1994. godine i prima 6000 gledatelja. Najviše se rabi za nogometne susrete, a domaće je igralište nogometnom klubu Šamušak.